# ВТТ «ЕЛ»
ВТТ «ЕЛ» (рос. ИТЛ «ЕЛ», ИТЛ геологоразведочной экспедиции) — підрозділ, що діяв в структурі управлінь промислового будівництва і виправно-трудових таборів СРСР.
Організований 10.01.51;

закритий 14.05.53 — перейменований в Островське ТВ

## Підпорядкування і дислокація
- ГУЛПС з 10.01.51;
- ГУЛАГ МЮ з 02.04.53.

Дислокація: ст. Бородіно Західної залізниці (Московська область)

## Виконувані роботи
- будівництво «геологорозвідувальної експедиції»,
- обслуговування Буд-ва 714 Головпромбуду (центральна база зберігання ядерної зброї),
- проходка шахт і тунелю,
- роботи з обладнання шахт

## Чисельність з/к
- 15.03.53 — 2587